# Mnesarete pudica
Mnesarete pudica – gatunek ważki z rodziny świteziankowatych (Calopterygidae). Występuje na terenie Ameryki Południowej.